# Andrzejówka

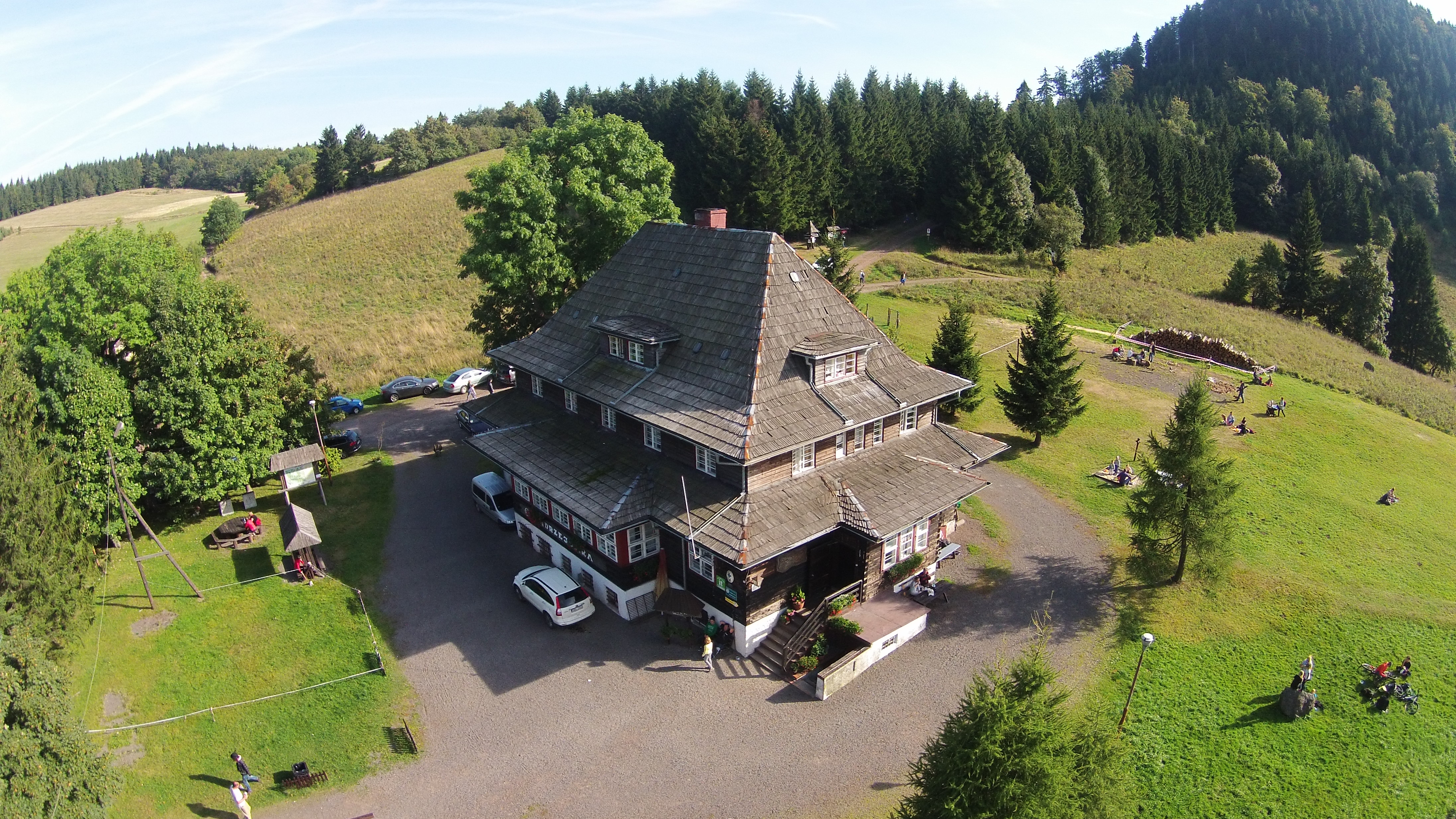
Andreasbaude im Waldenburger Bergland

Das Schronisko PTTK Andrzejówka (deutsch Andreasbaude) ist eine Schutzhütte unterhalb des Heidelberges (Waligóra) im Steingebirge (Góry Kamienne) im Waldenburger Bergland in Polen.

## Name und Baugeschichte
Bis 1945 wurde die Hütte Andreasbaude genannt. Der Name bezieht sich auf den ehemaligen Präsidenten des Waldenburger Gebirgsvereins (WGV) Andreas Bock, auf dessen Initiative die Schutzhütte errichtet und im Oktober 1933 eröffnet wurde.
Das Gebäude wurde vom Waldenburger Architekten Kronk, dem Innenarchitekten Brochenberger, der Firma Becker & Bergmann aus Waldenburg und der Firma Patrick (Holzkonstruktionen) ausgeführt. Zum Zeitpunkt der Eröffnung hatte die Baude eine Kapazität von 220 Plätzen.
Hüttenwirt war bis 1945 die Familie O. Rübartsch, nach dem Übergang an Polen die Brüder Marcinkowscy und die Familie Pohribniaków.
Im Jahre 1953 wurde die Andrzejówka-Hütte als Hütte des polnischen Touristikverbands PTTK eröffnet. Die Hütte trug kurze Zeit den Namen des kommunistischen Widerstandskämpfers Mirosław Krajewski, der am 1. Januar 1945 bei Gefechten mit deutschen Verbänden gefallen war. Heute wird der Name Andrzejówka-Hütte wieder verwendet.
1968 wurden erste Skilifte gebaut.

## Vorbeiführende Wanderwege
Wanderwege, die über die Andreasbaude führen:
- ▬ Rote Markierung: Von Jedlina (Charlottenbrunn) nach Görbersdorf (Sokołowsko) – ca. 10 km, früher Hauptwanderweg der Sudeten.
- ▬ Gelbe Markierung: Von Wüstegiersdorf (Głuszyca) nach Görbersdorf (Sokołowsko) – ca. 11 km.
- ▬ Grüne Markierung: Von Waldenburg (Wałbrzych) nach Langwaltersdorf (Unisław Śląski) – ca. 16 km.
- ▬ Blaue Markierung: Von Friedland (Mieroszow) nach Rybnica (Reimsbach) – ca. 10 km.
- ▬ Schwarze Markierung: Von Czarny (Schwarzwaldau) zum Przełęcz Pod Szpiczakiem (Pass unter dem Spitzberg) – ca. 20 km.

## Besonderheiten
Im Jahre 1936 wohnte die niederländische Königin Wilhelmina und ihre Tochter Prinzessin Juliana für zwei Wochen in der Andreasbaude.